# Encephalartos turneri
Encephalartos turneri Lavranos & D.L.Goode, 1985 è una pianta appartenente alla famiglia delle Zamiaceae, endemica del Mozambico

## Descrizione

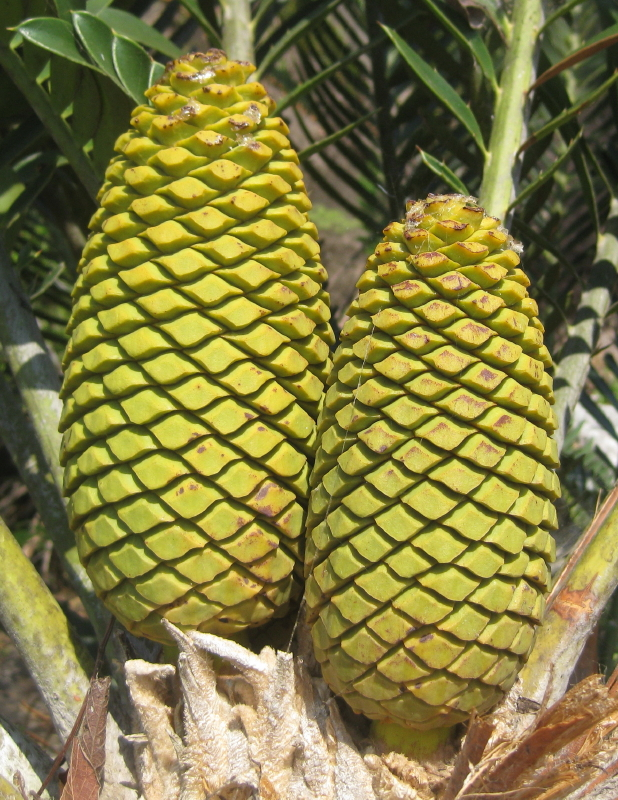
Coni maschili

È una cicade con fusto eretto o talora decombente, alto sino a3 m e con diametro di 80 cm, ricoperto da catafilli ovati, densamente tomentosi; spesso fusti secondari si originano da polloni che sorgono alla base del fusto principale.
Le foglie, pennate, arcuate, lunghe sino a 150 cm, sono disposte a corona all'apice del fusto e sono composte da numerose paia di foglioline lanceolate, con margine intero e apice ad uncino, lunghe mediamente 20 cm, ridotte a spine verso la base del picciolo.
È una specie dioica con esemplari maschili che presentano da 1 a 3 coni subcilindrici, lunghi circa 30 cm e larghi 8–10 cm, peduncolati, di colore giallastro, tomentosi, ed esemplari femminili che presentano da 1 a 3 coni ovoidali, lunghi circa 28 cm e con diametro di 15 cm, più o meno del medesimo colore di quelli maschili.
I semi sono oblunghi, lunghi 32–35 mm, ricoperti da un tegumento brunastro.

## Distribuzione e habitat
L'areale di E. turneri comprende le province di Nampula e Niassa nel Mozambico settentrionale.
Cresce nelle foreste di miombo, su substrati di granito, in pieno sole o semi-ombra, da 600 a 1200 m di altitudine.

## Conservazione
La IUCN Red List classifica E. turneri come specie a rischio minimo (Least Concern).

La specie è inserita nella Appendice I della Convention on International Trade of Endangered Species (CITES)